# Kriesow
Kriesow  ist eine Gemeinde im Landkreis Mecklenburgische Seenplatte nördlich von Neubrandenburg. Bis zum 1. Januar 2004 war sie Teil des Amtes Kastorfer See. Seither ist sie Teil des Amtes Treptower Tollensewinkel mit Sitz in Altentreptow.

## Geografie

### Lage, Verkehr
Kriesow liegt etwa zehn Kilometer nordöstlich der Reuterstadt Stavenhagen. Die Gemeinde ist von der Bundesautobahn 20  über den Anschluss Altentreptow zu erreichen. Sie liegt in einem Endmoränenzug, dessen Anhöhen teilweise 100 Meter erreichen.

### Ortsteile
- Kriesow
- Tüzen
- Borgfeld
- Fahrenholz (ab 1. Juli 1950)

## Wappen, Flagge, Dienstsiegel
Die Gemeinde verfügt über kein amtlich genehmigtes Hoheitszeichen, weder Wappen noch Flagge. Als Dienstsiegel wird das kleine Landessiegel mit dem Wappenbild des Landesteils Vorpommern geführt. Es zeigt einen aufgerichteten Greifen mit aufgeworfenem Schweif und der Umschrift „GEMEINDE KRIESOW • LANDKREIS MECKLENBURGISCHE SEENPLATTE“.

## Sehenswürdigkeiten
Die 1774 eingeweihte Dorfkirche im mecklenburgischen Borgfeld ist in den Jahren 2008/2009 für 175.000 Euro saniert worden. Der barocke Sakralbau wurde am 26. April 2009 in einem Festgottesdienst durch Landesbischof Andreas von Maltzahn wieder feierlich in Gebrauch genommen.
Die stark verfallene Kirche war seit 1980 nicht mehr genutzt worden. Ein Förderverein zum Erhalt des Gebäudes hatte kurz vor dem endgültigen Verfall eine Initiative zur Rettung der Dorfkirche Borgfeld gegründet. Die künftige Nutzung sehe neben Gottesdiensten auch kulturelle Veranstaltungen vor. Die Gemeinde gehört zur Kirchgemeinde Ivenack im Kirchenkreis Stargard.
Die Orgel aus dem Jahre 1864, erbaut von Friedrich Hermann Lütkemüller, befindet sich zurzeit (Stand 2024) in der Marienkapelle Malchin.

## Wirtschaft
In Kriesow ist die Mecklenburger Tief- und Fernmeldebau GmbH ansässig.